# FM 풍류마을
《FM 풍류마을》은 KBS 클래식FM(전국, 수도권 기준 93.1MHz)에서 1994년 4월 4일부터 방송중인 국악 전문 라디오 프로그램이다. 단, 이 프로그램은 모두 전국방송이다. 2004년 4월 4일에 방송 10주년을 맞이했고, 2006년 4월 4일에 방송 12주년을 맞이했고, 2009년 4월 4일에 방송 15주년을 맞이했고, 2014년 4월 4일에 방송 20주년을 맞이했으나, 2024년 4월 4일에 방송 30주년을 맞이했다.

## 방송 시간
| 방송 채널    | 방송 기간                        | 방송 시간                | 방송 분량 |
| ------------ | -------------------------------- | ------------------------ | --------- |
| KBS 클래식FM | 1994년 4월 4일 ~ 2018년 5월 27일 | 매일 오전 11시 ~ 낮 12시 | 1시간     |
| KBS 클래식FM | 2018년 5월 28일 ~ 현재           | 매일 저녁 5시 ~ 6시      | 1시간     |

## 역대 진행자
- 오정해
- 변우영 아나운서

## 코너

### 평일 코너
- 천년의 향기
- 풍류, 오늘을 거닐다

### 주말 코너
- 그 길에서 만나다